# Јержи Хофман
Јержи Хофман (пољ. Jerzy Hoffman, 1932–), пољски редитељ познат углавном по популарним епским адаптацијама историјске трилогије Хенрика Сјенкјевича: Пан Володијовски (пољ. Pan Wołodyjowski, 1969), Потоп (пољ. Potop, 1974) и Огњем и мачем (пољ. Ogniem i mieczem, 1999).

## Стваралаштво
Хофман је започео своју каријеру документарним филмовима у продукцији Едварда Скоржевског, као што су Пажња, хулигани! (пољ. Uwaga, chuligani! 1955), претеча „црног таласа” (тзв. црни реализам) филмова који се баве друштвеним проблемима. Његови рани играни филмови покушали су да адаптирају генеричке конвенције популарне кинематографије према пољској стварности: сатирична комедија нашла је израз у филму Гангстери и филантропи (пољ. Gansterzy i filantropi, 1962), а западњачки жанр је трансплантиран у филму Закон и песница (пољ. Prawo i pięść, 1964), у корежији са Едвардом Скоржевским.

### Сјенкјевичева трилогија
Као што је раније речено, Хофман дугује своју славу адаптацијама Сјенкјевичеве трилогије, смештене у турбулентну средину седамнаестог века. Његов први део, Пан Михал, је генерички авантуристички филм који се бави одбраном хришћанства у седамнаестом веку од исламских Турака и са симпатичним протагонистом, Михалом Володијовским, кога игра Тадеуш Ломницки.
Дводелни, петочасовни еп „Потоп“ смештен је током шведске инвазије на Пољску познате као „шведски потоп“. Хофман приповеда мелодраматичну љубавну причу између заставника Анџеја Кмићица (Данијел Олбрихски) и Оленке Биљевичове (Малгоржата Браунек).
Последњи, подједнако популаран део, Огњем и мачем, промовише помирење између Пољске и Украјине кроз, између осталог, елиминисање неколико сцена које би биле увредљиве за савремене Украјинце. Са 6,7 милиона гледалаца, Огњем и мачем је постао финансијски најуспешнији филм приказан у Пољској између 1992. и 1999.

### Остали радови
Хофманов списак осталих адаптација укључује прераде популарних предратних филмова Губавац (пољ. Trędowata, 1976) и Надрилекар (пољ. Znachor, 1982) и адаптацију псеудоисторијског романа Јозефа Игнација Крашевског Стара бајка (пољ. Stara Baśń, 2004).
Остали филмови: Три корака на земљи (пољ. Trzy kroki po ziemi, 1965), Отац (пољ. Ojciec, 1967), По наредбама провиђења (пољ. Wedle wyroków twoich, 1983), До последње капи крви (пољ. Do krwi ostatniej, 1978), Лепа, непозната дама (пољ. Piękna nieznajoma, 1992).